# Stig (prénom)
Pour les articles homonymes, voir Stig et STIG.
Cette page présente le prénom Stig ainsi que ses variantes.
Stig ou Stieg est un prénom masculin scandinave dérivé du vieux norrois Stígr, formé de stíga « marcher, errer », dans le sens de vagabond. Dans les pays nordiques, ce prénom est surtout porté en Suède.
Le prénom Stig est à l'origine du patronyme suédois Stigsson et du patronyme dano-norvégien Stigsen signifiant « Fils de Stig ».

## Personnalités historiques portant ce prénom
- Stig Andersen Hvide (en) (mort en 1293), magnat danois.

## Autres personnalités portant ce prénom
- Pour l'ensemble des articles sur les personnes portant ce prénom, consulter :
  - la liste des articles dont le titre commence par ce prénom
  - les listes produites par Wikidata : Liste des personnes de prénom « Stig » — même liste en incluant les éventuels prénoms composés qui contiennent « Stig ».

## Variante Stieg
- Stieg Hedlund (né en 1965), personnalité américaine du jeu vidéo ;
- Stieg Larsson (1954–2004), journaliste et écrivain suédois.